# Plicisyrinx vitjazi
Plicisyrinx vitjazi é uma espécie de gastrópode do gênero Plicisyrinx, pertencente a família Pseudomelatomidae.